# Alphonse Henri d'Hautpoul
Alphonse Henri, conde de Hautpoul (Versalles, 4 de enero de 1789 - París, 27 de julio de 1865) fue un general y hombre de Estado francés, presidente del Consejo de ministros de facto del 31 de octubre de 1849 al 22 de octubre de 1850, durante la Segunda República Francesa.

## Biografía
Hautpoul fue educado en la escuela de Fontainebleau. Participó como teniente en el 59.º Regimiento en la campaña de Alemania (1806) y en la campaña de Polonia (1807). En 1808 fue enviado a España, donde combatió en la Guerra de la Independencia Española hasta 1812. El 22 de julio de 1812 fue herido y hecho prisionero en la batalla de Salamanca. Liberado en mayo de 1814, fue ascendido a comandante de batallón. Tras el regreso de Napoleón de Elba sirvió de ayudante de campo al duque de Angulema. Ascendido a coronel en octubre de 1815, estuvo al mando de la Legión de Aude (Regimiento de la 4.ª Línea). En 1823 fue ascendido a general de brigada y estuvo al mando del 3.er Regimiento de Infantería de la Guardia Real, con el que tomó parte en la campaña española de dicho año. En 1830, Hautpoul fue elegido diputado por Aude (1830-38). Fue nombrado director de la administración de guerra, cargo que ejerció durante cuatro meses en 1830. Ascendido a teniente-general en 1841, combatió en Argelia durante 1842-43.
Nombrado par de Francia en 1848 por el rey Luis Felipe poco antes de caer en la revolución de febrero.
Fue nombrado ministro de la Guerra y presidente del Consejo de ministros de facto el 31 de octubre de 1849 por el presidente de la República Luis Napoleón Bonaparte. Dimitió en octubre de 1850 tras una serie de incidentes entre opositores y defensores de Bonaparte y regresó a Argelia como gobernador general de octubre de 1850 a mayo de 1851.